# 索河畔伯雷
索河畔伯雷（法語：Beurey-sur-Saulx，法語發音：[bœʁɛ syʁ so]）是法国默兹省的一个市镇，属于巴勒迪克区。

## 地理
索河畔伯雷（48°45'28"N, 5°1'37"E）面积11.62 平方千米，位于法国大東部大區默兹省，该省份为法国西北部内陆省份，北与比利时接壤，西接马恩省和阿登省，南至上马恩省和孚日省，东临默尔特-摩泽尔省。
与索河畔伯雷接壤的市镇（或旧市镇、城区）包括：舍米农、特鲁瓦方丹拉拜、库翁日、凡-韦勒、莫涅维尔、瓦勒多尔南、罗贝尔埃斯帕尼、索河畔特雷蒙。

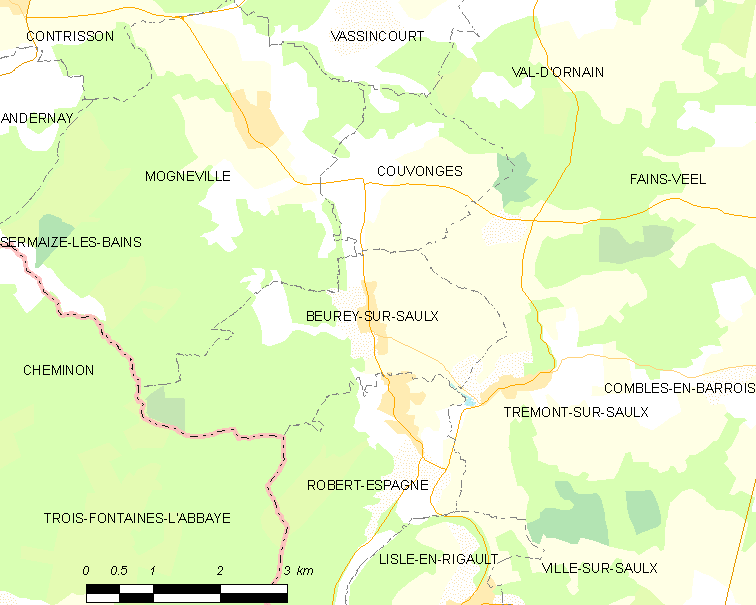
索河畔伯雷的OSM定位图

索河畔伯雷的时区为UTC+01:00、UTC+02:00（夏令时）。

## 行政
索河畔伯雷的邮政编码为55000，INSEE市镇编码为55049。

## 政治
索河畔伯雷所属的省级选区为奥尔南河畔勒维尼县。

## 人口

1962-2008年间索河畔伯雷人口变化图示

索河畔伯雷于2022年1月1日时的人口数量为418人。